# ジェフリー・フォード (小説家)
ジェフリー・フォード(Jeffrey Ford)は、アメリカ合衆国のファンタジー小説家。
1955年11月8日、ニューヨーク州に生まれる。オハイオ州に在住。オハイオの大学で創作の教鞭をとる。

## 作品
- 《白い果実・三部作》
  - 白い果実 The Physiognomy (山尾悠子、金原瑞人ら翻訳　国書刊行会、2004年刊行)[3]
  - 記憶の書 Memoranda （国書刊行会、2007年）
  - 緑のヴェール The Beyond （国書刊行会、2008年）
- 『ガラスのなかの少女』 The Girl in the Glass （ハヤカワ・ミステリ文庫、2007年）
- 『シャルビューク夫人の肖像』The Portrait of Mrs. Charbuque （ランダムハウス講談社、2008年）
- 『言葉人形　ジェフリー・フォード短篇傑作選』 （日本オリジナル編集、東京創元社、2018年）
- 『最後の三角形　ジェフリー・フォード短篇傑作選』 （日本オリジナル編集、東京創元社、2023年）

## 受賞歴
- 『白い果実』 The Physiognomy (1997) - 世界幻想文学大賞長編部門
- 「エクソスケルトン・タウン」 "Exo-Skeleton Town" (2001) - イマジネール大賞（フランス）翻訳短編部門
- 「創造」 "Creation" (2002) - 世界幻想文学大賞短編部門
- 「アイスクリーム帝国」The Empire of Ice Cream (2004) - ネビュラ賞中編部門
- 「イーリン＝オク年代記」The Annals of Eelin-Ok (2004) - ファウンテン賞短編部門
- 『ガラスのなかの少女』 The Girl in the Glass (2005) - エドガー・アラン・ポー賞ペーパーバック部門
- "Botch Town" (2006) - 世界幻想文学大賞ノヴェラ部門
- The Drowned Life (2008) - 世界幻想文学大賞短編集部門
- The Shadow Year (2008) - 世界幻想文学大賞長編部門、シャーリー・ジャクスン賞長編部門
- "A Natural History of Autumn" (2012) - シャーリー・ジャクスン賞短編部門
- Crackpot Palace (2012) - シャーリー・ジャクスン賞短編集部門
- A Natural History of Hell (2016)  - 世界幻想文学大賞短編集部門、シャーリー・ジャクスン賞短編集部門